# Вудкок, Карла
Карла Вудкок (англ. Carla Woodcock, род. 4 октября 1998, Йорк, Англия) — британская актриса. Дебютировала в роли Сьюзи Гарретт в сериале Netflix «Свободный повод» (2017–2019). Затем она получила роль Марины Перри в четвёртой серии сериала Channel 4 «Экли Бридж» в 2021 году, а также снялась в подростковом драматическом сериале «Расскажи мне все».

## Биография
Вудкок родился 4 октября 1998 года в Wheldrake, Йорк. В молодости она начала брать уроки верховой езды, но остановилась, когда начала изучать актёрское мастерство. В возрасте одиннадцати лет она начала учиться в Театральное искусство дилижанса в Йорке. Когда ей было тринадцать, она начала посещать Лондонская академия музыкального и драматического искусства. Находясь в ЛАМДА, Вудкок была известна своим «звездным качеством», и было заявлено, что она получила отличия в каждой степени ЛАМДА. Затем она продолжила изучать актёрское мастерство в Йоркском колледже в 2015 году.

## Фильмография
| Год       | Русское название           | Оригинальное название            | Роль          |
| --------- | -------------------------- | -------------------------------- | ------------- |
| 2017–2019 | Свобода действий           | Free Rein                        | Сьюзи Гарретт |
| 2017      | Ферма Эммердейл            | Emmerdale                        | Лилли         |
| 2019      | Пандора                    | Pandora                          | Сарика Ларсон |
| 2021      | Экли Бридж                 | Ackley Bridge                    | Марина Перри  |
| 2021      | Цветная комната            | The Colour Room                  | Мейбл         |
| 2022      | Цветы на чердаке: Начало   | Flowers in the Attic: The Origin | Хелен         |
| 2022      | Расскажи мне все           | Tell Me Everything               | Зия           |
| 2023      | Такие храбрые девушки      | Such Brave Girls                 | Бьянка        |
| 2024      | Хороших девочек не убивают | A Good Girl's Guide to Murder    | Бекка Белл    |